# جمال الحسینی
جمال الحسینی (عربی: جمال الحُسيني؛ زاده: ۱۸۹۳ – درگذشته: ۱۹۸۳) سیاستمدار فلسطینی بود که در اورشلیم متولد شد.

## تحصیلات و کار
جمال تحصیلات ابتدایی را در اورشلیم گذراند و دوره ثانویه را در مدرسه المطران ادامه داد. در سال ۱۹۱۲ او به عضویت دانشگاه آمریکایی بیروت درآمد ولی فقط دو سال آنجا بود و بخاطر بسته شدن دانشگاه به دلیل وقوع جنگ جهانی اول نتوانست ادامه بدهد. وی تسلط خوبی در زبان انگلیسی داشت که باعث انتصاب وی در یک شغل دولتی بالا توسط دولت قیمومیت بریتانیا گردید، ولی به زودی استعفا داد و یک دفتر در اورشلیم برای ترجمه باز کرد.

## جنبش ملی
او به جنبش ملی فلسطین ملحق و به عنوان دبیرکل کمیته‌های اجرایی و دبیرکل شورای عالی اسلامی انتخاب شد. او در سال ۱۹۳۰ در هیئت فلسطینی به رهبری حاج امین الحسینی، به لندن رفت و پس از بازگشت به دلیل شرکت در تظاهرات معروف در اورشلیم در زندان عکا زندانی شد، اما مقامات دولت قیمومیت پس از اینکه فلسطینیان بمدت یک هفته کامل در اعتراض به بازداشت خود دست به اعتصاب زدند آن‌ها را آزاد نمود. او در مارس ۱۹۳۵ به عنوان دبیر حزب عرب فلسطین انتخاب شد، و در سال ۱۹۳۶ به عنوان عضو کمیته عالی عرب درهیئت فلسطینی به لندن رفت.

## زندان
وی به محمد امین الحسینی در بیروت پیوست و زمانی که مقامات انگلیسی کمیته عالی عرب را منحل کردند برخی از اعضای آن به جزیره سیسیل تبعید شدند. در اوایل سال ۱۹۳۹ دریک هیئت فلسطینی را به عنوان رئیس و به نمایندگی از حاج امین الحسینی، در کنفرانس میز گرد شرکت کرد. او بعد از شروع جنگ جهانی دوم و سرکوب انقلاب رشید الگیلانی به عراق و سپس به ایران رفت، جایی که توسط مقامات بریتانیا با تعدادی از رهبران فلسطینی و عربی که قادر به فرار به آلمان نشده بودند، دستگیر شد و پس از آن مقامات بریتانیایی آن‌ها را در اردوگاه آوارگان اهواز قرار داده و به یک بازداشتگاه در رودزیا منتقل نمود، جایی که چهار سال به طول انجامید.

## بازگشت به فلسطین

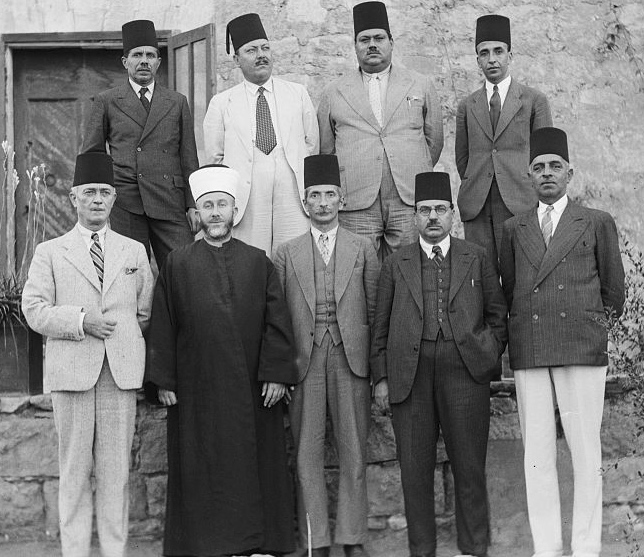
اعضای کمیته عالی عرب، ۱۹۳۶. ردیف بالا (از راست به چپ): فؤاد سابا (دبیر کمیته)، یعقوب الغطسین (نماینده حزب «کنگره جوانان»)، حسین فخری الخالدی (نماینده «حزب اصلاح» و شهردار اورشلیم) و جمال الحسینی (نماینده «حزب عرب فلسطین»). ردیف پایین (از راست به چپ): آلفرد روک (نماینده مسیحیان کاتولیک و عضو «حزب عرب فلسطین»)، عبداللطیف صلاح (رئیس حزب «بلوک ملی»)، احمد حلمی عبدالباقی (مستقل، متمایل به حزب «الاستقلال»)، حاج امین الحسینی (رئیس «کمیته عالی عرب»، رئیس «شورای عالی مسلمانان» و مفتی اورشلیم) و راغب النشاشیبی (رئیس «حزب دفاع ملی» و رئیس اپوزیسیون حاج امین).

الحسینی در آغاز ۱۹۴۶ به فلسطین بازگشت و فعالیت‌های سیاسی خود را در موضع رئیس حزب عرب فلسطین از سر گرفت و به عنوان یک عضو کمیته عالی عرب انتخاب شد. او پس از ضربه فلسطینیان به قاهره رفت. در کنفرانس فلسطین در غزه در سال ۱۹۴۸ وی به دعوت شاه عبدالعزیز به عربستان نقل مکان نمود و تا زمان درگذشت ملک عبدالعزیز همراه وی بود او سپس به عنوان وزیر در دولت سعودی و بعد هم مشاور ویژه پادشاه سعود تعیین شد و بخش سیاسی دادگاه سلطنتی را به عهده گرفت و در اکثر سفرهای خارجی همراه پادشاه سعودی بود، سپس او را به سفارش، پادشاه سعودی به نمایندگی در مأموریت‌های مختلف، از جمله کمیته آشتی بین هند و پاکستان در کشمیر، و کمیته حمایت از انقلاب الجزایر با شیخ یوسف یاسین فرستادند.

## درگذشت
جمال الحسینی ۵ ژوئیه ۱۹۸۲، در ریاض درگذشت و در قبرستان العود در ریاض به خاک سپرده‌شد.